# Antonín Kalina
Antonín Kalina (Třebíč, 1902. február 17. – Prága, 1990. november 26.) csehszlovák állampolgár, aki a buchenwaldi koncentrációs táborban több mint 900 gyermek életét mentette meg. 2012-ben a Világ Igaza címmel tüntették ki. Két évvel később Miloš Zeman elnök a cseh Érdeméremmel tüntette ki.

## Életrajza
Kalina egy cipész gyermekeként született, és maga is ezt a mesterséget tanulta. Nagy szegénységben nőtt fel, és ennek hatására kommunistává vált. A Kommunista Párt tagjaként 1939-ben a nácik letartóztatták. Először Dachauban, majd Buchenwaldban tartották fogva.
A Vörös Hadsereg előrehaladásával a németek elkezdték a koncentrációs táborok megsemmisítését. A foglyokból halálmeneteket szerveztek a nyugatabbra fekvő táborokba; 1944–1945-ben mintegy százezer ember érkezett a buchenwaldi koncentrációs táborba, ahol Kalina raboskodott. Az érkezők között számos 12–16 év közötti fiú volt Európa minden részéből.

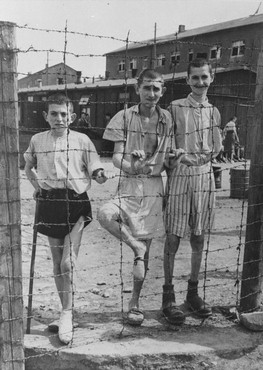
Megmenekült gyermekek a buchenwaldi koncentrációs táborban

A buchenwaldi táborban már működött egy kommunista ellenállás. A legsebezhetőbb foglyokat úgy védték meg a tábori kegyetlen körülmények elől, hogy olyan épületekben helyezték el, amelyek karanténként szolgáltak a fertőző betegek (például tífuszosok) számára. A németek a betegségtől félve nem léptek be ezekre a területekre. Kalina arra használta a tábori ellenállásban szerzett pozícióját, hogy a 66-os barakk felelőse legyen; ezt a barakkot utóbb 'Kinderblock'-ként emlegették. Kalina és helyettese, valamint más munkatársak ebbe a barakkba helyezték el a fiúkat, és próbálták az életüket kevésbé kényelmetlenné tenni. Sikerült megkímélniük a fiatalabb fiúkat a nehéz munkától és a táborban megszokott fizikai bántalmazástól. Kalinának még az is sikerült, hogy jobb takarókat, néha több élelmet szerezzen számukra, és megszervezte a tanításukat is. Amikor a front közeledett a táborhoz, összehívták az összes zsidót, de Kalina meghamisította a zsidó fiúk papírjait, és eldugta a sárga csillagjukat. Amikor az SS eljött a foglyokért, Kalina meggyőzte őket, hogy a barakkban nincsenek zsidók.
A háború után Kalina visszatért Csehszlovákiába. Prágában élt és dolgozott. Élete során nem kapott elismerést, mivel soha nem beszélt a háború alatti tevékenységéről, és a fiúk, akiket megmentett, nem szívesen meséltek a tapasztalataikról.

## Utóélete
Kalinát 2012. június 3-án ismerték el Világ Igazaként, az általa megmentett fiúk közül néhánynak és Kenneth Waltzer amerikai történésznek, illetve a Kinderblock 66: Return to Buchenwald című dokumentum megjelenésének köszönhetően. Az általa megmentett fiúk közül hárman jelen voltak a kitüntetési ünnepségen.
Miloš Zeman cseh államelnök 2014. október 28-án a cseh Érdemérem első osztályával tüntette ki.
2017-ben, születésének 115. évfordulóján szülővárosában emlékcsarnokot alapítottak tiszteletére. Két évvel később ugyanott megnyílt az Antonín Kalina gyermekei című kiállítás.

## Fordítás
- Ez a szócikk részben vagy egészben  az   Antonín Kalina című angol Wikipédia-szócikk ezen változatának fordításán alapul.  Az eredeti cikk szerkesztőit annak laptörténete sorolja fel. Ez a jelzés csupán a megfogalmazás eredetét és a szerzői jogokat jelzi, nem szolgál a cikkben szereplő információk forrásmegjelöléseként.